# Rów Murckowski
Rów Murckowski (dawniej Miodawa, Miedawa)  − strumień w województwie śląskim. Bierze swój początek w Katowicach, w Starym Tartaku na terenie dzielnicy Murcki. Następnie przepływa obok hałdy dawnej kopalni Boże Dary przez Lasy Murckowskie. Po przepłynięciu pod drogą krajową 86 (ulica Bielska) i  ulica Beskidzką na terenie Katowic, wpada do rzeki Mleczna w Tychach. Ma długość około 5,6 km. Dawniej strumień nosił nazwę Miodawa.
W ramach ESOCh buczynę wzdłuż Rowu Murckowskiego, pomiędzy Murckami a Kostuchną, ze względu na charakterystyczne ukształtowanie terenu i znajdujący się tam starodrzew bukowy planowano włączyć do rezerwatu przyrody Las Murckowski lub wziąć w ochronę prawną jako użytek ekologiczny. 